# Argostóli
La ville d’Argostóli (grec moderne : Αργοστόλι, anciennement Argostólion, katharévousa : Αργοστόλιον) est la capitale de l’île grecque de Céphalonie depuis 1757, ainsi que celle du district régional et du dème du même nom.

## Histoire
Avant 1757, la forteresse vénitienne de San Giorgio dans le village d'Ásos avait fourni un refuge contre les pirates pendant des siècles. Lorsque la menace des pirates diminua, la population commença à descendre vers Argostóli, afin de tirer parti des possibilités commerciales offertes par la baie abritée. 
Comme Argostóli commençait à prospérer les habitants ont demandé à l’administration vénitienne de faire de la ville la capitale de l'île et, au grand dépit de son rival de toujours, Lixoúri, cette demande a été accordée en 1757.
Argostóli prospéra et devint l'un des ports les plus actifs des îles grecques avec l'exportation de raisins secs et l'importation de vêtements et de meubles italiens.
Sa population est approximativement de 13 000 habitants.
À l'est de la ville, à la fin de la baie, se trouve la lagune Koútavos (el) qui est une réserve de gibier d'eau.
La lagune Koutavos était autrefois un marais presque impraticable, où le paludisme sévissait, et le pont construit au XIXe siècle pour traverser la lagune permettait de ne pas avoir à traverser ces marais.

## Origine du nom d’Argostóli
Plusieurs hypothèses coexistent :
le port de Kráni (une des quatre cités de l'île sous l'antiquité) était très fréquenté par les vaisseaux d’Argos. Certains prétendent que ce soit de là que vient le nom d’Argostóli qui en grec signifierait la flotte d’Argos (Stoli=flotte de guerre)[réf. nécessaire].
D’autres remontent plus loin encore en faisant dériver ce nom de celui du vaisseau des Argonautes[réf. nécessaire] qui se nommait Argo. 
Dans la mythologie, les Argonautes sont un groupe de héros qui partirent de Iolcos, (l'actuelle Vólos) avec Jason à bord du navire Argo pour retrouver la Toison d'or. Il fit relâche dans le port de Kráni et y trouva un peuple aguerri aux dangers de la mer et à la construction navale.
La dernière hypothèse peut paraître la plus vraisemblable, il s'agit d'une explication du domaine de la navigation maritime. 
À la hauteur de Lixoúri les vents arrière (venant du sud) se terminent, il n’y a donc pas de vent pour entrer dans la baie d’Argostóli (Lixoúri signifie la fin des vents portants, de lixis : « fin de », et « ourion » qui sont les vents portants en navigation), pour entrer dans le port d’Argostóli les galères devenaient donc très lentes (Argos=Lent, Stoli=flotte)[réf. nécessaire].

## Lieux et monuments
- Le pont De Bosset

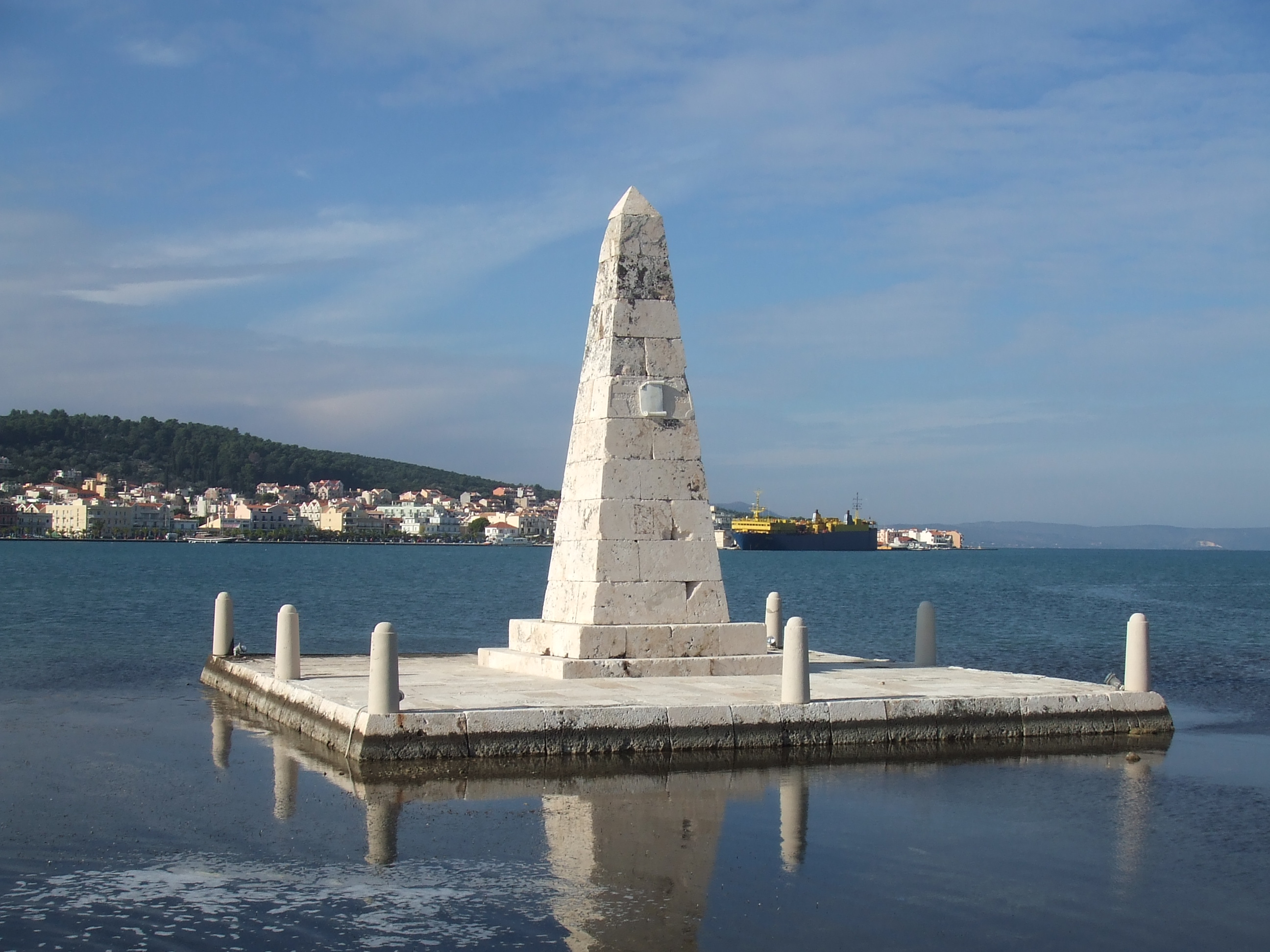
Le monument de l'administration britannique à Argostóli.

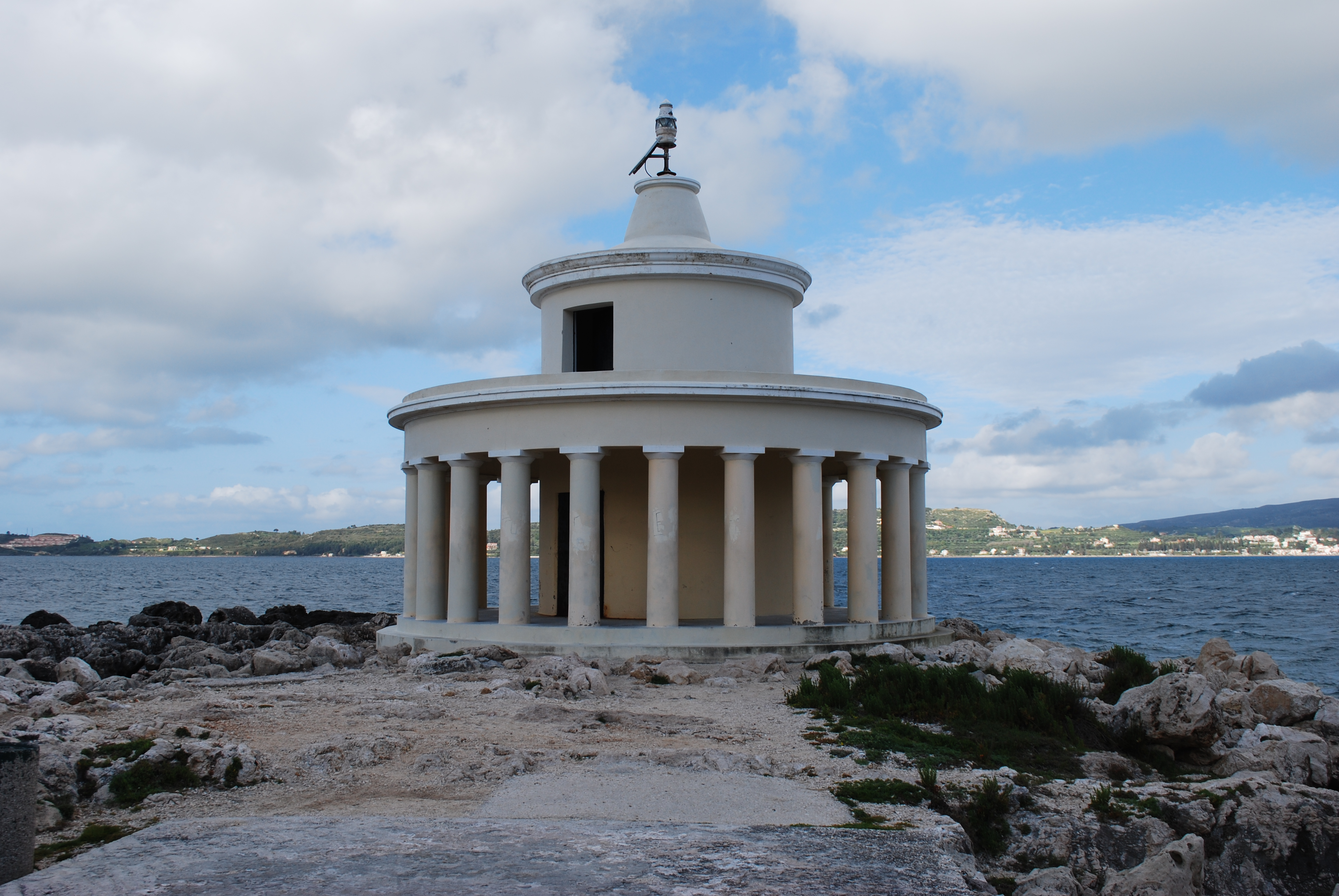
Le phare d'Argostóli.

Sous le commandement du gouverneur britannique de l'île, Sir Charles James Napier, un pont en bois a été construit en 1813 par Philippe de Bosset, administrateur suisse au service du gouvernement britannique de l'île. Quatre ans plus tard, des arches de pierre ont été ajoutées et, 26 ans plus tard, le pont a été entièrement reconstruit en pierre.
Au milieu du pont se trouve un obélisque sur laquelle une plaque avait été apposée avec l'inscription "A la gloire de l'empire Britannique".
En 1865, soit un an après le rattachement de l'île de Céphalonie à la Grèce continentale, cette plaque a été détruite.
Depuis 2005, ce pont est fermé à la circulation en attente de rénovation par le ministère grec de la Culture.
Certains appellent cet ouvrage le pont des Anglais, d'autre le nomment le pont Drapano, du nom du quartier où arrive le pont.
- Le phare Saints-Théodore

Le phare Agíon Theodóron (Saints-Théodore), est nommé du nom de la petite église adjacente. Il est plus communément appelé Fanari (le phare), il a été construit en 1829 pendant l'occupation britannique, il a une première fois été détruit par un séisme en 1875. Il a à nouveau été détruit par le séisme de 1953 et reconstruit en utilisant les plans d’origine. 
- Le musée archéologique (construit en 1960, architecte Pátroklos Karantinós)

Y sont exposées les découvertes faites lors de fouilles sur l’ensemble de l’île, couvrant les périodes de la préhistoire jusqu’à l’époque romaine. Il possède une collection particulièrement importante d’objets de la période mycénienne. 
- Le palais de Justice

En face du musée archéologique se trouve le palais de justice qui a été construit à l’origine par les Britanniques au XIXe siècle avec les murs cyclopéens de l’ancienne Kráni.
- Le théâtre Kephalos

Le théâtre qui porte le nom du héros mythique Kephalos, a été initialement construit en 1859, Céphalonie bénéficiait depuis le début du XIXe siècle d’une tradition dans le domaine théâtral. Ce théâtre a beaucoup souffert pendant la 2e guerre mondiale et sa destruction a été totale lors du séisme de 1953, il a été reconstruit aussitôt après le séisme et peut désormais accueillir 500 personnes.
- Le musée et la bibliothèque Korgialenios.

Le musée du folklore et des traditions populaires Korgialenios se trouve au rez-de-chaussée de la bibliothèque du même nom. Les pièces exposées restituent l’histoire de l’île du début du XVe siècle au XIXe siècle. Y sont collectionnés de nombreux documents historiques, des portraits, et des collections d’objets personnels de personnalités de Céphalonie.
Le musée accueille aussi une collection folklorique remarquable. Entre autres des travaux d’aiguille, de l’argenterie, des porcelaines, des outils domestiques et agricoles, une chambre traditionnelle a été reconstituée, et près de 3 000 photos y sont exposées. Le musée vise à maintenir la tradition vivante et à sauvegarder l’héritage culturel de Céphalonie.
- L'avenue Lithostroto avec l'église catholique St. Nicolas

En longeant le palais de justice par la gauche on se retrouve au début de la rue Lithostroto, le rue piétonnière d’Argostóli qui comporte de nombreux commerces et qui, avec la Plateia Valianos, est le lieu de rencontres du soir.
Le long de la rue Lithostroto, à côté de l'église catholique, se trouve un tout petit musée consacré aux soldats de la division italienne Acqui. 
Un peu plus loin se trouve la tour du clocher qui a été reconstruite en 1985 en conservant le mécanisme de l'horloge d'origine, au rez-de-chaussée de la tour se trouve un café géré par une association pour fournir un emploi aux populations locales en difficulté, principalement aux handicapés mentaux, qui servent les consommateurs dans une ambiance très chaleureuse. Une ascension au sommet du clocher permet de découvrir une magnifique vue sur la rue Lithostroto et sur la baie d’Argostóli. 
- La promenade du port

Sur le quai du port d’Argostóli on voit souvent en été des tortues caouanne (Caretta Caretta), surtout le matin quand les pêcheurs locaux vendent leur pêche de la nuit. 
Cette partie du front de mer est occupée par les yachts et les bateaux de croisière qui font escale en été, et par un bac qui relie Argostóli à Lixouri.
Pendant les vingt cinq minutes de traversée il est parfois possible d'apercevoir une bande de dauphins qui vivent dans la baie.
Une nouvelle jetée a été construite et mise en service en 2010, un peu plus loin à côté de la taverne Kiani Akti pour accueillir les gros bateaux de croisière.

## Personnalités liées à la ville
- Ioannis Karandinos, mathématicien grec du début du XIxe siècle, rénovateur des mathématiques grecques.
- Christian Zervos, l'éditeur parisien spécialiste d'art moderne et auteur du catalogue raisonné des œuvres de Picasso, est né à Argostóli en 1889.
- Ioánnis Metaxás
- Marin Carburi / Μαρίνος Χαρβούρης, né à Argostóli (1729-1782), ingénieur militaire qui transporta le socle du Cavalier de bronze à Saint-Pétersbourg.
- Nicolas de Loverdo (1773-1837) ,général des armées de la République française et de l'Empire Français, né dans cette commune.